# Alchemilla bambusetii
Alchemilla bambusetii é uma espécie de rosácea do gênero Alchemilla, pertencente à família Rosaceae.